# کوسه‌کندی
کوسه‌کندی/کوسج/، روستایی  که در دهستان قلعه درسی قرار دارد و از توابع بخش مرکزی شهرستان ماکو در استان آذربایجان غربی ایران است.
این روستا در نقشه بر روی مختصات ۳۹٬۱۸درجه شمالی و ۴۴٬۲۳درجه شرقی قرار دارد و در حدود ۷ کیلو متری شهر ماکو و در ۲ کیلو متری جاده ماکو و بازرگان قرار دارد.
این روستا در ارتفاعات و دامنه ی کوه قرار گرفته و یکی از ییلاقهای خوش آب و هوای ماکو بشمار می آید. اشراف و بازرگانان قدیم  در این ییلاق عمارت و باغ های زیبا داشته اند.دره ای بنام دره باغی یکی از باغ های زیبای این روستا است .
از روستاهای همجوارش می توان به روستایی نایب کندی در فاصله ۱کیلو متری و محمد کندی در فاصله ۲ کیلومتری اشاره کرد.مردم این روستا ترک زبان  هستندو به زبان ترکی آذری سخن میگویند.پسوند نام خانوادگی کوسجی  برای اهالی قدیم و جدید این روستا میباشد.

## جمعیت
این روستا در دهستان قلعه دره سی قرار دارد و براساس سرشماری مرکز آمار ایران در سال ۱۳۸۵، جمعیت آن ۴۲۵ نفر (۸۷خانوار) بوده‌است.